# LAPV Enok
LAPV Enok (LAPV = Light Armoured Patrol Vehicle, hrv. Lako Oklopno Ophodno Vozilo) je njemačko oklopno vojno vozilo u službi Njemačke vojske. Vozilo je nastalo daljnjim razvojem Wolf SSA vozila, koje je napravljeno na temelju džipa Mercedes-Benz G-klase. 
Oklopna zaštita vozila je na razini NATO STANAG 4569 Level 2 protiv paljbe iz oružja manjeg kalibra, protupješačkih mina i improviziranih eksplozivnih naprava. Enok je projektiran kako bi mogao služiti po teškim terenskim uvjetima i u svim vremenskim situacijama. 
Prva narudžba od 247 vozila je naručila Njemačka vojska, a vozila bi trebala biti dostavljena između 2008. i 2013. godine.

## Vanjske poveznice
- Behörden Spiegel  Arhivirana inačica izvorne stranice od 9. veljače 2009. (Wayback Machine) - Isporuka prvih vozila Njemačkoj vojsci
- www.panzerbaer.de - Web stranica s fotografijama vozila